# Plateau de Beille
Plateau de Beille je zimskošportno središče v francoskem delu Pirenejev. Nahaja se v departmaju Ariège na višini 1.790 m, smučarske proge pa se raztezajo na višinah od 1.650 m do 2.000 m. Cesta, ki vodi iz doline (Les Cabannes, 535 m) do Beillea, je dolga 15.8 km, povprečni naklon je 7,9%, maksimalni pa 10,8%. Od konca 20. stoletja je Plateau de Beille pogosto gorski etapni cilj kolesarske dirke po Franciji.

### Tour de France
| Leto | Etapa | Začetek etape      | Dolžina (km) | Zmagovalec etape  | Rumena majica     |
| ---- | ----- | ------------------ | ------------ | ----------------- | ----------------- |
| 2024 | 15    | Loudenvielle       | 197,7        | Tadej Pogačar     | Tadej Pogačar     |
| 2015 | 12    | Lannemezan         | 195          | Joaquim Rodríguez | Chris Froome      |
| 2011 | 14    | Saint-Gaudens      | 168,5        | Jelle Vanendert   | Thomas Voeckler   |
| 2007 | 14    | Mazamet            | 170          | Alberto Contador  | Michael Rasmussen |
| 2004 | 13    | Lannemezan         | 205,5        | Lance Armstrong   | Thomas Voeckler   |
| 2002 | 12    | Lannemezan         | 198          | Lance Armstrong   | Lance Armstrong   |
| 1998 | 11    | Bagnères-de-Luchon | 170          | Marco Pantani     | Jan Ullrich       |

*Leta 1998 je bil cilj etape na višini 1747 m, v kasnejših letih pa na višini 1780 m.